# (9166) 1987 SC6
(9166) 1987 SC6 là một tiểu hành tinh vành đai chính. Nó được phát hiện bởi Zdeňka Vávrová ở Đài thiên văn Kleť gần České Budějovice, Cộng hòa Séc, ngày 21 tháng 9 năm 1987.